# Hermann Wolf (Rechtsanwalt)
Hermann David Wolf (* 28. April 1880 in Alzey; † 27. Juli 1951 in New York) war ein deutschamerikanischer Rechtsanwalt. Als Jude erhielt er 1938 Berufsverbot und emigrierte in die USA. Wolf arbeitete in Darmstadt in einer Kanzlei zusammen mit Friedrich Moritz Mainzer und Ebo Rothschild. Seine Cousine war die in Auschwitz ermordete Johanna Geissmar.

## Herkunft und beruflicher Werdegang

### Eltern und Geschwister
Hermann David Wolf wurde am 28. April 1880 im damals zum Großherzogtum Hessen gehörenden und in Rheinhessen gelegenen Alzey geboren. Er war der Sohn des Lederfabrikanten und Lederhändlers Theodor Wolf (1843–1917) und seiner Frau Cäcilie (1855–1936), geborene Levintas. Theodor Wolf war eine in Alzey bekannte Persönlichkeit. Er war dort zwölf Jahre lang stellvertretender Bürgermeister (erster Beigeordneter) sowie langjähriges Mitglied der Handelskammer und des Bezirksrates von Alzey-Bingen. Darüber hinaus gehörte Theodor Wolf lange Jahre der Führung der Jüdischen Gemeinde an und engagierte sich in jüdischen Wohlfahrtseinrichtungen.
Das Ehepaar Theodor und Cäcilie Wolf hatte insgesamt fünf Kinder; zwei von ihnen starben im Kindesalter:
- Eduard Wolf (1876–1879)
- Paul Jacob Wolf (1879–1922)
- Hermann David Wolf (1880–1951)
- Ella Wolf (1883–1941)
- Karl Wolf (1886–1886)

Paul Jacob, der wie sein Bruder Hermann Jura studierte und Rechtsanwalt wurde, starb im April 1922 in Darmstadt an Leukämie.

#### Das Schicksal der Ärztin Ella Wolf
Über Ella Wolf heißt es in einer am 31. Dezember 1914 vom damaligen Alzeyer Bürgermeister ausgestellten Bescheinigung: „Frl. Dr. med. Ella Wolf hat sämtliche medizinischen Examina summa cum laude bestanden und geniesst in ihren Heidelberger Fachkreisen grosses Ansehen.“ Dies angesichts ihrer Kindheit äußerst bemerkenswert. Unter Bezug auf die nach ihren Worten excellente Begabung der Brüder Paul und Hermann Wolf schreibt Plotnik: „Und das wurde wichtig. Ihre Schwester Ella erkrankte an Tuberkulose und war vom vierten Lebensjahr bis zum 18. Lebensjahr bettlägerig. Ella wurde von ihren Brüdern unterrichtet und die einzige professionelle Hilfe, die sie in Anspruch nahm, war ein Professor aus Mainz, der kam, um ihr fortgeschrittene Mathematik und Chemie beizubringen.“
Auch Ella Wolf blieb – wie den meisten ihrer Geschwister – ein schweres Schicksal nicht erspart. Auf der Webseite Ärztinnen im Kaiserreich ist nachzulesen: „1921 erkrankte sie an Kinderlähmung, zuletzt lebte sie in der Hessischen Landesheil- und Pflegeanstalt Heppenheim/Bergstraße.“ Im Zusammenhang mit seinen Aufwendungen für seine Schwester kam in seinem Entschädigungsantrag vom 19. Januar 1950 auch Hermann Wolf auf die Krankheit seiner Schwester zu sprechen: „Sie hatte sich als Specialaerztin fuer Ohrenheilkunde wegen des Aerztemangels im ersten Weltkrieg, dem staedt. Krankenhaus in Stettin zur Verfuegung gestellt und erlitt dort in Folge einer Leicheninfektion bei einer Sektion eine Blutvergiftung, die sie dauernd erwerbsunfaehig machte.“
Als Ella Wolfs Sterbeort wird auf der Webseite Ärztinnen im Kaiserreich „Hadamar, Heppenheim/Bergstraße“ genannt, was darauf schließen lässt, dass Ella Wolf von der damaligen Ehemaligen Landesirrenanstalt Heppenheim in die Tötungsanstalt Hadamar überführt und dort am 4. Februar 1941 ermordet wurde. Dies deckt sich auch mit dem Eintrag im Gedenkbuch Opfer der Verfolgung der Juden unter der nationalsozialistischen Gewaltherrschaft in Deutschland 1933–1945, wo sie als Opfer der Krankenmorde aufgeführt wird. Etwas genauer wird es in einer schriftlichen Auskunft der Gedenkstätte Hadamar vom 21. Dezember 2018 dargestellt: „Frau Ella Wolf, geb. am 17. Januar 1883 in Alzey, wurde am 03.08.1930 in die Anstalt Heppenheim aufgenommen. Heppenheim fungierte im Jahr 1941 als eine sogenannte Zwischenanstalt für die Tötungsanstalt Hadamar. Das heißt, Patienten jüdischen Glaubens aus anderen Anstalten wurden hier gesammelt und bald darauf nach Hadamar verlegt. Aber auch Patienten aus Heppenheim wurden selektiert. Von Heppenheim wurde Frau Wolf am 4. Februar 1941 in einem Transport mit 66 weiteren jüdischen Patienten nach Hadamar gebracht. Die Patienten eines solchen Transports wurden am Tag der Ankunft in die im Keller der Anstalt befindliche Gaskammer geschickt und ermordet. Der 4. Februar 1941 ist daher als der Todestag von Frau Wolf anzusehen.“ Auch der Widerspruch zu dem in dem in Hermann Wolfs Wiedergutmachungsakten abgehefteten Erbschein, in dem behauptet wird, Ella Wolf sei am 29. März 1941 in Chelm verstorben, wird durch die Auskunft der Gedenkstätte aufgelöst: „Im Fall der jüdischen Opfer der NS-‚Euthanasie‘ aus diesem Zeitraum wurde nicht nur die offizielle Angabe des Todesdatum sowie die Todesursache falsch angegeben, sondern auch der Sterbeort. Es wurde behauptet, die Patienten seien in den polnischen Ort Chelm (oder Cholm) verlegt worden und dort gestorben: In diesem Fall wurde den Angehörigen übermittelt, Ella Wolf sei am ‚29.03.1941‘ in ‚Chelm‘ gestorben und dort begraben worden. Es gab zu diesem Zeitpunkt jedoch keine Anstalt mehr in Chelm. Die jüdischen Anstaltspatienten starben in den Tötungsanstalten in Deutschland, d.h. in Brandenburg a.d. Havel sowie in Hadamar.“
Am 12. Januar 1939 verwies Hermann Wolf in einem Schreiben an die Deutsche Bank in Darmstadt auf ein „Sonderkonto Dr. Ella Sara Wolf zur Zeit Heppenheim a.d.B.“ und bat darum, Anleihen über RM 1.000,– zu verkaufen, um damit die 2. Rate der Judenvermögensabgabe für Ella Wolf zu begleichen. Unter dem gleichen Datum schrieb er an die Devisenstelle beim Oberfinanzpräsidenten Hessen, dass er vor seiner Auswanderung beabsichtige, „um meine seit 1921 anstaltsbedürftige geistig erkrankte Schwester Dr. Ella Sara Wolf einigermaßen sicherzustellen, ihr einen Betrag in Wertpapieren im Nennwert von RM 6.500,– zu Unterhaltszwecken zu ueberlassen“. Er bittet darum, dass die Deutsche Bank ermächtigt wird, die entsprechende Umbuchung von seinem Konto auf das Konto von Ella Wolf vorzunehmen. Dem gleichen Adressaten teilte Hermann Wolf am 17. Januar 1939 – einen Monat vor seiner Emigration – mit, dass er bei seiner Ausreise eine geistig erkrankte Schwester zurücklasse. Deshalb „habe ich Frau Studienrätin a. D. Marie Reinhardt in Darmstadt, Sudetengaustrasse 34/I gebeten, für diese Schwester, soweit es in ihren Kräften steht, zu sorgen“. Für Frau Reinhardts Auslagen in den nächsten fünf Jahren veranschlagte er RM 1.200,–, um deren Freigabe von seinem Konto er bittet sowie um den Transfer des Betrags auf das Konto von Marie Reinhardt.
Ob diese von Hermann Wolf erbetenen Transfers stattgefunden haben, geht aus den Unterlagen nicht hervor; Marie Reinhardt (* 22. Juli 1885 in Mainz, † 11. Juli 1944 in Darmstadt) starb bei einem Luftangriff auf Darmstadt. An Ella Wolf erinnert ein Stolperstein in Alzey.

### Schule und Studium
Hermann Wolf erhielt seine schulische Ausbildung in der Realschule in Alzey und nach dem Abschluss dort am Großherzoglichen Gymnasium in Mainz, wo er die Reifeprüfung ablegte. Er studierte Rechtswissenschaften an den Universitäten Gießen, Heidelberg (wo er am 7. August 1902 bei Heinrich Buhl zum Dr. jur. promoviert worden war) und ersuchte am 30. März 1908 mit Verweis auf die bestandenen Prüfungen und die seit 1906 bei einem Mainzer Notar gesammelten Erfahrungen das Großherzogliche Ministerium der Justiz in Darmstadt um die Zulassung als Rechtsanwalt. Es gibt aber auch Hinweise darauf, dass er zusätzlich noch in Berlin studiert hat und dort selber unfreiwillig in eine Mietsache verwickelt war.

## Die Darmstädter Jahre
Hermann Wolf scheint sich zunächst als Einzelanwalt in Darmstadt niedergelassen zu haben. Erste Kontakte zu Friedrich Moritz Mainzer, mit dem er später in einer Kanzlei zusammenarbeitete, sind aber in den Unterlagen des Staatsarchivs dokumentiert, da Mainzer spätestens ab 1910 immer wieder als Vertreter von Wolf nominiert wurde. Außerdem war Hermanns Bruder Paul nach seiner Rückkehr aus dem Ersten Weltkrieg bis zu seinem Tod im Jahre 1922 in Mainzers Kanzlei tätig.
Hermann Wolf war am 1. Oktober 1902 als Einjährig-Freiwilliger zum „1. Nassauischen Feldartillerie-Regiment Nr. 27 Oranien“ eingezogen worden. Am 30. September 1903 wurde er als Unteroffizier in die Reserve entlassen. Er beteiligte sich regelmäßig an Reserveübungen und nahm vom 9. Oktober 1914 an als Offizierstellvertreter am Ersten Weltkrieg teil. Im Frühjahr 1917 war er bei den Stellungskämpfen bei Focșani im Einsatz und wurde dann am 17. Dezember 1917 als Angehöriger des Landsturm-Inf.-Ers.-Bataillon Frankfurt a. M. demobilisiert. Ihm wurde aufgrund einer Kriegsbeschädigung eine zwanzigprozentige Erwerbsunfähigkeit attestiert und eine entsprechende Rente gewährt. Diese Kriegsteilnahme bewahrte ihn 1933 davor, nach dem am 7. April 1933 verabschiedeten Gesetz über die Zulassung zur Rechtsanwaltschaft, durch das die Zulassung jüdischer Rechtsanwälte aufgehoben wurde, seine Zulassung zu verlieren. Er konnte das sogenannte Frontkämpferprivileg für sich in Anspruch nehmen, was ihm Aufschub bis zum Herbst 1938 gewährte. Mit der „Fünften Verordnung zum Reichsbürgergesetz“ vom 27. September 1938 wurde auch das Frontkämpferprivileg außer Kraft gesetzt.
Am 9. März 1920 heirateten Hermann Wolf und Irene, geborene Oppenheimer (* 23. November 1896 in Berlin, † 13. Juni 1972 in New York), in Berlin. Irene war die Tochter von Minna Adler und Max Oppenheimer, dem stellvertretenden Vorstandsmitglied der Firma Adler & Oppenheimer und Leiter von deren Berliner Niederlassung.
Das Paar zog nach Darmstadt, wo Hermann Wolf bald zusammen mit Friedrich Moritz Mainzer und seinem Bruder Paul eine Rechtsanwaltspraxis betrieb. Irene Wolf hatte die übliche Ausbildung einer „höheren Tochter“, Auslandsaufenthalt inklusive, genossen, und noch 1939/1940, nach der Emigration in die USA, war sie in der Lage, ihrer jüngsten Tochter bei den Hausaufgaben für den obligatorischen Hauswirtschaftsunterricht zu helfen. „Sie wusste nicht, dass ich wirklich sehr stolz darauf war, dass meine Mutter nicht wusste, wie man näht oder Stärke aufträgt. Das konnte fast jeder. Aber nicht viele Mütter sprachen gut Französisch, spielten gut Klavier und wussten mehr über Oratorien als die meisten Menschen. Das mag falscher Snobismus gewesen sein, aber ich glaube immer noch daran.“ Und noch als die Familie 1939 ihr erstes Apartment in New York bezog, nahm Herman Wolf seine drei Kinder beiseite und erinnerte sie daran, dass ihre Mutter nie zu kochen gelernt hatte: „Ihr werdet essen, was immer sie für uns zubereitet hat. Und ihr werdet es mögen, egal wie.“
Das Paar bezog eine Mietwohnung in der Darmstädter Wilhelmstraße 4 (der heutigen Goethestraße), im gleichen Haus, in dem auch Hermanns Bruder Paul lebte, und blieb dort bis zur Emigration wohnen. Drei Kinder kamen hier zur Welt: Paul Theodor Wolf (* 17. Mai 1922, † 27. Januar 1992 in New York), benannt nach dem kurz zuvor verstorbenen Onkel Paul Wolf; Ellen (Elfriede) Mathilde Wolf (* 23. April 1924, † 17. März 1998 in Scarsdale), verheiratete Wolfson; und Marlies (Marie-Luise) Johanna Wolf (* 18. September 1927), verheiratete Plotnik. Marlies Plotnik wurde zur Familienchronistin, die auch die Familiendokumente an das Leo Baeck Institute übergab.
In ihren Erinnerungen beschreibt Marlies Plotnik ihr Aufwachsen in einem wohlsituierten bürgerlichen Haushalt. „Die Mittelschicht lebte gut. Meine Eltern haben sich immer dafür entschieden, Prunk zu vermeiden. Aber zwei im Haus wohnende Bedienstete waren erlaubt; eine Frau, die kam, um die Wäsche zu waschen; fünf bis sechswöchige Ferien, die sehr häufig in anderen  europäischen Ländern verbracht wurden; gute Abonnements für das Theater und für Darmstadts sehr aktive Opernsaison; zahlreiche Musikaufführungen im eigenen Haus; häufige Fünf-Uhr-Tees – eigentlich Kaffees – mit wunderbaren Gebäck und die Teilnahme an […] „Fasching“-Bällen (Karneval). Mit anderen Worten, sie genossen ein ziemlich gutes Leben nach dem die schreckliche Inflation vorbei war.“ Die Familie Wolf habe in Darmstadt hohes Ansehen genossen, und Hermann Wolf habe oft unentgeltlich für bedürftige Klienten gearbeitet und Bedürftige finanziell unterstützt. Über die Höhe der zu berechnenden Honorare habe es zwischen ihm und Mainzer oft Unstimmigkeiten gegeben. „Vater konnte Geschenke machen, ohne dass die Empfänger die Quelle der Großzügigkeit herausfanden. Ich erinnere mich noch gut daran, dass ich ihn Anfang der 1930er Jahre in Darmstadt zu einem ausgefallenen Geschäft begleitet habe, das Geschenkkörbe für Ozeandampfer herstellte. Es war kurz vor Weihnachten und Vater überreichte dem Besitzer eine Liste von Personen und Adressen. Es wurden Inhalte für komplette Mahlzeiten besprochen: eine Gans mit allen Zutaten für acht Personen etc. ‚Und natürlich ohne dass Ihr Name erwähnt wird, wie üblich‘, sagte der Mann. ‚Natürlich‘, sagte Vater.“
Eine der bei den Wolfs wohnenden Bediensteten war die Köchin, die andere das Kindermädchen Lisbeth Hake. Sie war die Tochter von Hermann Wolfs Offiziersburschen im Ersten Weltkrieg; sie blieb sechzehn Jahre lang, bis 1937, bei der Familie, bis die nationalsozialistischen Gesetze es ihr als „Arierin“ unmöglich machten, im Haushalt zu bleiben. „Sie reiste nach Berlin und überraschte alle, indem sie sich ihren Weg zu dem berüchtigten Heinrich Himmler erzwang. Sie berichtete, dass er ihr Knie wohlwollend gestreichelt habe, aber sagte, dass er keine Ausnahmen machen könne, selbst für eine hübsche Blondine nicht.“

## Die Jahre 1933 bis zur Emigration
1933 arbeiteten in der Rechtsanwaltskanzlei in der Darmstädter Bismarckstraße 48 drei Anwälte: Friedrich Moritz Mainzer, Ebo Rothschild und Hermann Wolf. Rothschild erhielt im April 1933 Berufsverbot und ging in die Emigration. Wolf, geschützt durch sein Frontkämpferprivileg, und Mainzer durften weiterarbeiten. Doch die Auswirkungen der politischen Veränderungen auf das Berufs- und Alltagsleben blieben nicht aus. Bis 1936/37 war es der Familie noch möglich, am kulturellen Leben teilzunehmen und ließ sich das auch nicht nehmen. Wolf hatte zudem einige Klienten, die Landwirte waren und sich ihm gegenüber loyal verhielten. Dadurch war auch die Lebensmittelversorgung der Familie lange Zeit gesichert.
Schwierig war es für die Kinder Paul und Ellen. Paul, der ein Darmstädter humanistisches Gymnasium besuchte, sah sich Schikanen seiner Mitschüler ausgesetzt, weshalb die Eltern ihn von der Schule nahmen und ihn im Oktober 1936 nach Italien in die Schule am Mittelmeer schickten. Im November 1937 verließ er Italien, um fortan ein College in Brighton zu besuchen, wo er bis zur Emigration in die USA im Februar 1939 blieb. Seine Schwester Ellen besuchte die Viktoriaschule in Darmstadt. 1938 musste sie die Schule verlassen, weil sie als Jüdin unerwünscht war. Formal wurde das damit begründet, dass die gesetzliche Schulpflicht mit dem Erreichen des 14. Lebensjahres erfüllt sei. Ellen zog darauf zu ihren Großeltern in Berlin und besuchte dort ein Jüdisches Gymnasium.
Als Ellen die Viktoriaschule verlassen musste, war ihre jüngere Schwester, Marlies, gerade in dem Alter, um eingeschult zu werden. Hermann Wolf nahm dies zum Anlass, ihr einen Platz an einer normalen staatlichen Schule zu erstreiten, wenigstens bis zum Erreichen der gesetzlichen Schulpflicht, wie er hoffte. Er pochte gegenüber den Behörden auf seinen Status als Weltkriegsoffizier und Frontkämpfer und setzte sich durch. Es war ein Akt der Selbstbehauptung, denn er wollte keinesfalls seine jüngste Tochter den schulischen Demütigungen aussetzen, unter denen schon die beiden anderen Geschwister hatten leiden müssen. Nach dem Erhalt der Zugangserlaubnis zu einer staatlichen Schule schickte er Marlies in eine jüdische Schule, die sich auf dem Gelände der orthodoxen Synagoge befand.
An Weihnachten 1936 reiste Hermann Wolf zusammen mit seiner Frau in die USA. Sie besuchten dort Verwandte und bereiteten ihre Einwanderung in die USA vor. Danach begann die Wartezeit für die benötigten Papiere. Zuständig war das amerikanische Konsulat in Stuttgart, und nach der dortigen Warteliste bestand wenig Hoffnung, dass die Wolfs vor Januar 1939 Einreisepapiere erhalten würden.
Wie auch diese USA-Reise zeigt, war es der Familie Wolf immer noch möglich, ein halbwegs normales, wenn nicht gar ein privilegiertes, Leben zu führen. So startete die Familie 1937 auch eine längere Urlaubsreise, die sie zuerst nach Recco (Ligurien) führte, wo Sohn Paul die Schule besuchte, und dann nach Bled im damaligen Jugoslawien. Dort trafen sie sich mit Irene Wolfs Schwester und deren Mann, Helmut Menke, die von Palästina aus angereist waren, wo sie inzwischen lebten.
Da eine Emigration vorerst noch nicht möglich war, wurde die Familie Wolf auch noch Zeuge des Novemberpogroms 1938. Hermann Wolf wurde am 10. November beim Betreten der Kanzlei verhaftet, wobei er nicht mehr mitbekam, dass diese anschließend verwüstet worden war. Er wurde auf ein Polizeirevier gebracht, wo ihm ein ungeheures Glück widerfuhr. Ein ihn dort in Empfang nehmender Beamter, dessen Identität der Familie nie bekannt wurde, entließ ihn nach kurzer Wartezeit und erteilte ihm lediglich die Auflage, die Stadt nicht zu verlassen. Weniger Glück hatte der Sozius Friedrich Moritz Mainzer: er wurde ebenfalls verhaftet und dann für vier Wochen ins KZ Buchenwald verschleppt.
Hermann Wolf war nach dem 10. November 1938 einer der letzten jüdischen Anwälte in Darmstadt. Der ihm bereits zugestellte Widerruf seiner Zulassung stammte zwar vom 17. Oktober, sollte aber erst mit dem Ablauf des 30. November in Kraft treten. Daneben waren nur noch die Rechtsanwälte Benno Joseph (* 3. November 1885 in Darmstadt, † 15. Januar 1944 im Ghetto Theresienstadt), Heinrich Winter aus Mainz und Georg Nathan aus Worms berechtigt, als Konsulenten jüdische Bürgerinnen und Bürger im Landgerichtsbezirk Darmstadt zu vertreten.
Wolfs Wohnung wurde in den Tagen nach dem Pogrom von sehr vielen jüdischen Frauen aufgesucht, die sich erhofften, er könne etwas für ihre verhafteten Männer tun. Doch er war zur Tatenlosigkeit verurteilt: „Es war sehr schmerzhaft zu sehen, wie mein weiser, gelehrter und zuvor kraftvoller Vater in eine Position der Ohnmacht gebracht wurde. Wie muss er sich gefühlt haben? Selbst das Gesetz, dem er und sein Bruder Paul mit so viel Respekt gedient hatten, ließ ihn im Stich.“
Die Ohnmacht, in dieser ausweglosen Situation anderen helfen zu können, hinderte Hermann Wolf nicht daran, sehr professionell die eigenen finanziellen Angelegenheiten zur Vorbereitung der Auswanderung zu regeln. Der mit in die Emigration gerettete Schriftverkehr belegt eindrucksvoll, welchen Forderungen seitens der Behörden er ausgesetzt war (Judenabgabe, Reichsfluchtsteuer etc.) und auf welch schikanöse Art er darum kämpfen musste, Beträge aus seinem Restvermögen für laufende Ausgaben frei zu bekommen (Reisekosten für einen Abschiedsbesuch, Trinkgelder für die Möbelpacker, Sicherstellung des Unterhalts für die im Heim untergebrachte Schwester etc.). Am 9. Februar 1939 teilte das Finanzamt Darmstadt-Stadt dann mit, dass „das gesamte Steuerkonto des Pflichtigen endgültig bereinigt ist und einer Auswanderung steuerlich nichts mehr im Wege steht“. Er ließ es sich aber dennoch nicht nehmen, die Freigabe von monatlichen Zahlungen an bedürftige Personen bei der Behörde zu beantragen. Auch darüber finden sich mehrere Belege in den zuvor erwähnten Archivunterlagen.
Laut polizeilicher Abmeldungsbescheinigung vom 6. Februar 1939 war die Abreise der Familie Wolf für den 14. Februar 1939 terminiert. Sie verließen zu viert Darmstadt (Sohn Paul stieß erst in London zu ihnen) und reisten über Holland nach England, wo sie noch ein paar Teage in London verbrachten. Am 18. Februar erfolgte von Southampton aus auf der Queen Mary die Überfahrt über den Atlantik. Sie trafen am 23. Februar 1939 in New York ein und genossen gleich bei ihrer Ankunft Sonderrechte, die ihnen als Reisende auf einem Luxusliner gewährt wurden: „Wir mussten nicht nach Ellis Island gehen, um unsere Einreiseformalitäten zu klären! Die Luxusliner hatten irgendwie Privilegien, die andere Schiffe nicht hatten. Ich weiß von meinen Freunde, die mit kleineren Schiffen kamen, dass sie lange Stunden in Ellis Island verbrachten […] Die Passagiere auf den Luxuslinern standen an, um ihre Papiere direkt auf ihren Schiffen abklären zu lassen.“Marlies Wolf Plotnik: We came to America. S. 46. „We did not have to go to Ellis Island to be cleared! The luxury liners somehow had privileges other ships did not have. I know my friends who came on lesser ships spent long hours in Ellis Island […] Passengers on the luxury liners lined up to have their papers cleared directly on their ships.“ Vermutlich ist dies auch der Grund, weshalb die Familie Wolf für diese Reise nicht in der Datenbank von Ellis Island zu finden ist. Sie sind dort nur zu finden für eine Reise mit der Samaria und Ankunft am 18. Februar 1939. Auf der Passagierliste sind die fünf Namen allerdings durchgestrichen, und auf der Liste ist unten vermerkt: „did not embark.“

## Leben in den USA
Natürlich war auch die Familie Wolf zu all den Vermögensabgaben gezwungen gewesen, die die Nazis ausreisewilligen Menschen auferlegten. Dennoch trat die Familie Wolf, die zuvor schon einen Teil ihres Haushaltes in die USA verschifft hatte, ihre Reise nach New York nicht mittellos an. Hermann Wolf hatte es in Darmstadt schon verstanden, über den Behörden verborgen gebliebene finanzielle Mittel verfügen zu können, und seine Weitsicht offenbarte er seiner Familie während der Überfahrt: „Erst nachdem wir die Mitte des Atlantiks überquert hatten, erklärte Vater, dass wir uns nicht allzu sehr um unseren Lebensunterhalt in den USA sorgen müssten. Onkel Milton hatte viele Jahre lang die Anlage des väterlichen Vermögens betreut, während Vater sich um das Portfolio von Onkel Milton in Deutschland gekümmert hatte. Die Investitionen waren natürlich durch das Jahr 1929 beeinträchtigt worden, aber Onkel Milton war ein gewiefter Investor, und obwohl wir alles andere als wohlhabend waren, gab es keinen Grund zur direkten Sorge.“ Auch ein Teil der Familienjuwelen war rechtzeitig in Sicherheit gebracht worden. Sie wurden von Max Weil aufbewahrt, der die niederländische Niederlassung der Firma Adler & Oppenheimer leitete und sie später in die USA mitnehmen konnte. Max Weil bewohnte in Tilburg eine von dem Architekten Ad Grimmon gebaute Villa, die auch „t Witte Huis“ genannt wird und als „das reinste Beispiel für neue Sachlichkeit“ in der Stadt gilt.  Seit 2002 ist die Villa ein Nationaldenkmal. Max Weil und seine Frau flohen 1941 in die USA, wohin sie einen Großteil ihres Vermögens retten konnten.
Die Familie Wolf, die zunächst in Hotels lebte, konnte sich von Anfang an auf die Unterstützung zahlreicher Verwandter stützen, allen voran die Familie von Milton (1866–1944) und Harriet Opton (1872–1964). Opton war der anglizierte Name für Oppenheimer, und Milton Oppenheimer, der, wie zuvor erwähnt, Hermann Wolfs Vermögensverwaltung in den USA organisiert hatte, war dessen Cousin.
Herman Wolfs Töchter, Ellen und Marlies, konnten schon wenige Tage nach der Ankunft in New York wieder Schulen besuchen. Die Verwandten machten die Familie mit dem „American way of life“ vertraut – auf Upper-Class-Niveau. Das Apartment der Optons verfügte alleine über vier Dienstbodenzimmer, das Essen wurde von uniformierten Dinern aufgetragen, und Stadtbesichtigungen fanden in einem von einem Chauffeur gefahrenen Lincoln statt. Aber es gab auch Grenzen der Großzügigkeit: Tante Harriet hatte Angst, dass Vater Onkel Milton davon überzeugen würde, immer mehr Flüchtlingen zu helfen. Man konnte es ihr wirklich nicht verübeln. Onkel Milton war der Sponsor von 13 Personen – acht außer uns. Sponsoring bedeutete, dass er sich der Regierung gegenüber verpflichtet hatte, diese Menschen zu unterstützen, wenn es notwendig würde. Glücklicherweise benötigten wir nie die finanzielle Hilfe der Optons, aber es muss sich nach einer enormen Verantwortung angefühlt haben. Darüber hinaus schickten Onkel Milton und Vater Geld an entfernte Verwandte, die in Deutschland festsaßen.
Welche Rolle es in Hermann Wolfs Leben gespielt hat, dass er Jude war, lässt sich aus all den vielen Dokumenten nicht entschlüsseln. Vermutlich gehörte er schon in Darmstadt, wie sein Partner und Kollege Mainzer, zu den assimilierten Juden wie sie etwa im Central-Verein deutscher Staatsbürger jüdischen Glaubens organisiert waren. Über die eigene Zugehörigkeit zu jüdischen Organisationen ist nichts bekannt, und seine Kinder besuchten erst dann jüdische Schulen, als ihnen die Nazis keine andere Möglichkeit mehr ließen. In New York allerdings suchten die beiden Mädchen wieder die Nähe zu jüdischen Einrichtungen und waren Mitglieder des The Hebrew Tabernacle. Dabei handelte es sich um eine 1906 gegründete jüdische Reformgemeinde, in der nach dem Holocaust vor allem deutsche Juden ein neues Zuhause fanden. Ellen Wolf lernte hier auch ihren späteren Ehemann kennen.
Nach dem Leben im Hotel bezog die Familie Wolf noch vor Ausbruch des Zweiten Weltkriegs ein Sieben-Zimmer-Apartment in Manhattan, im Stadtviertel Washington Heights (New York City) gelegen. Sohn Paul wurde mit Kriegsbeginn eingezogen und nahm später an der Landung in der Normandie teil. Nach Kriegsende kehrte er in die USA zurück. 1941 konnte noch Irene Wolfs Mutter in die USA einreisen und zog zu Tochter und Schwiegersohn.
Hermann Wolf spekulierte nach Kriegsende erfolgreich mit Aktien und engagierte sich im Juwelengeschäft. Er stellte einem ehemaligen Schulkameraden aus Alzey, der nach Kriegsende in die USA eingewandert war, die Finanzen zur Verfügung, damit dieser mit Diamanten handeln konnte. Bis auf einen schweren Konflikt lief das Geschäft gut: „Ein Kunde hatte umfangreiche von ihm unterschriebene Schuldscheine nicht eingelöst, Schuldscheine, für die Vater das Geld zur Verfügung gestellt hatte. Der Kredit war für den Kauf einer teuren Diamanthalskette gewährt worden. Der Fall – ein Trauma für unsere ganze Familie – endete schließlich vor Gericht; er wurde erst 1951 nach Vaters Tod entschieden.“
Hermann Wolfs finanzielle Situation war dennoch gut. Er konnte diverse Ausbildungsversuche seiner älteren Tochter Ellen finanzieren, und ebenso das Studium von Tochter Marlies am privaten Barnard College und deren Hochzeit. Er starb laut Todesurkunde am 27. Juli 1951 um 20:15 Uhr. Als Beruf wurde „Haendler in Juwelen“ vermerkt. Sein Leichnam wurde, seinem testamentarischen Wunsch entsprechend, verbrannt.

## Wiedergutmachung
Bereits Ende der 1940er Jahre hatte Hermann Wolf Rückerstattungsanträge gestellt. Sie bezogen sich auf Immobilienbesitz in Alzey und in Darmstadt, auf Wertpapiere und Bankkonten sowie auf die Entziehung der Rechtsanwalts-Zulassung, Zwangsabgaben, Auswanderungskosten, Schmuck und weitere Verluste. Diese Rückerstattungsanträge wurden dann im Rahmen des eigentlichen Entschädigungsverfahrens mitentschieden. Den Antrag hierzu hatte Hermann Wolf auf Grund des „Gesetzes zur Wiedergutmachung nationalsozialistischen Unrechts“ (Entschädigungsgesetz) am 19. Januar 1950 gestellt, in dem er sich als „gelegentlicher Diamanthändler“ bezeichnete. Zur Wiedergutmachung meldete er an:
- Schäden an Eigentum und Vermögen RM 106.586,70 zuzüglich noch nicht bezifferter Wertpapiere;
- Schaden im wirtschaftlichen Fortkommen in Höhe von RM 201.315,– zuzüglich „Rentenzahlung in Höhe der dem früheren Einkommen entsprechenden Pension der Beamtenklasse, beginnend mit dem 1. VII. 1948“;
- Schäden bei Versicherungs- und Rentenanstalten in geschätzter Höhe von RM 8 – 10.000,–.[7]

Wie schon die Unterlagen im Archiv des Leo Baeck Institute vermuten lassen, konnte Hermann Wolf seine Verluste sehr detailliert belegen – bis hin zu den Mehraufwendungen für die Schulbesuche seiner Kinder. Trotzdem dauerte die Bearbeitung seines Antrags durch das Regierungspräsidium Darmstadt längere Zeit, und erst nach zwei Jahren, am 18. April 1952 erging ein Bescheid, der Hermann Wolf für den erlittenen Schaden am wirtschaftlichen Fortkommen eine Entschädigung in Höhe von „RM 113.200,– = (umgestellt 10 : 2) DM 22.640.–“ zugestand. Alle weitergehenden Ansprüche wurden abgelehnt. Am 12. Mai 1953, noch mal ein Jahr später also, gewährte das Regierungspräsidium darauf eine Abschlagszahlung in Höhe von DM 5.000,–, die aber noch nicht zur Auszahlung kam.
Hermann Wolf war zu diesem Zeitpunkt längst verstorben, und als Willy Behrend, ein Regierungsdirektor, der als sein Verfahrensbevollmächtigter fungierte, dies etwas verspätet dem Regierungspräsidium am 3. August 1953 mitteilte und zugleich auf Irene Wolf als nunmehrige Alleinerbin hinwies, nahm das Regierungspräsidium dies zum Anlass, in einem Aktenvermerk vom 4. September 1953 festzuhalten: „Die mit Erlass vom 29.4.53 genehmigte Teilauszahlung von DM 5000.– der festgestellten Kapitalentschädigung von DM 22.640.– kann nicht vorgenommen werden, da die Alleinerbin, die Witwe des Verstorbenen, das 65. Lebensjahr noch nicht vollendet hat.“
Irene Wolf musste daraufhin eine „Bedürftigkeitsbescheinigung“ beibringen, bestätigt durch das deutsche Konsulat in New York. Gleichzeitig stellt das Regierungspräsidium aber fest, dass Hermann Wolf ja vor der Erteilung des Bescheids verstorben sei. Dadurch stünden der Witwe nur 60 % der Kapitalentschädigung zu, also DM 13.584,–. Als Abschlag hierauf wurden DM 3.000,– festgesetzt, ein entsprechender Bescheid erging am 6. April 1954 und die Auszahlung erfolgte im August 1954.
Am 12. Mai 1955 mahnt Behrend die Regulierung weiterer Ansprüche an, darunter der Transport- und Passagekosten im Zuge der Auswanderung. Zwar folgt am dann am 23. Juni 1955 ein weiterer Bescheid des Regierungspräsidiums, doch dieser ging nicht auf die noch offenen Ansprüche ein, sondern verfügte eine weitere Kürzung der bereits zugesagten Entschädigung. Das Regierungspräsidium war inzwischen zu der Ansicht gelangt, dass Hermann Wolfs Schaden am wirtschaftlichen Fortkommen sich nicht, wie ursprünglich entschieden, auf DM 22.640,– belaufe, sondern nur auf 10.000,– DM. Weitergehende Ansprüche wurden abermals abgelehnt und auf den neu festgesetzten Betrag sollten die bereits ausgezahlten 3.000,– DM angerechnet werden, so dass Irene Wolf noch 7.000,– DM zustünden.
Am 10. Dezember 1955 reichte Willy Behrend als Bevollmächtigter von Irene Wolf Klage bei der Entschädigungskammer beim Landgericht Darmstadt ein. Am 19. Januar 1956 teilt das Regierungspräsidium Behrend mit, dass es bereit sei, seinen Bescheid zu überarbeiten. Behrend erklärt sich drauf am 7. Februar 1956 mit einer Klageaussetzung einverstanden. Unabhängig davon kommen im Laufe des Jahres 1956 insgesamt weitere 10.645,29 DM zur Auszahlung als Erstattung für die Reichsfluchtsteuer, Auswanderungskosten, Sonderabgaben und sonstige Schäden.
Am 2. November 1956 bietet das Regierungspräsidium aufgrund einer Änderung des Bundesentschädigungsgesetzes eine weitere Kapitalentschädigung über 30.000,– DM an, wenn Wolf/Behrend in einem Vergleich zugleich ihre Klage zurückziehen würden. Behrend sagt am 3. Dezember 1956 die Klagerückziehung für den Fall zu, dass die Neufestsetzung der Entschädigung nicht in Form eines Vergleichs, sondern durch einen neuen Bescheid geregelt würde (der im Gegensatz zum Vergleich erneut hätte angefochten werden können). Das Regierungspräsidium geht darauf ein und erlässt am 17. Januar 1957 einen neuen Bescheid. Behrend hatte zuvor die Klage zurückgenommen, er wies aber das Regierungspräsidium am 6. Februar 1958 darauf hin, dass noch weitere Forderungen über etwa 20.000,– DM offen seien.
Am 7. März 1958 ergeht ein weiterer Bescheid über 2.862,01 DM als Entschädigung für eine frühere Lebensversicherungen. Eine weitere wird per Bescheid vom 29. Dezember 1958 mit 3.672,10 DM abgegolten.
Am 25. März 1958 macht Behrend dann beim Regierungspräsidium den entgangenen Goodwill aus der mit Mainzer gemeinsam betriebenen Anwaltskanzlei geltend. Gegen die Ablehnung dieser Forderung am 26. September 1958 reichen Wolf/Behrend am 2. März 1959 Klage beim Landgericht Darmstadt ein.
Durch einen gerichtlichen Vergleichsvorschlag vom 26. August 1960, der von allen beteiligten Parteien akzeptiert worden war, wurde den Parteien Rothschild und Wolf ein Entschädigungsanteil von 15.720,– DM zugesprochene, dessen Auszahlung in voller Höhe an Irene Wolf erfolgte. An die Partei Mainzer gingen 30.000,– DM.
In einem vorläufigen Bescheid der Oberfinanzdirektion Frankfurt vom 2. Oktober 1959 war zuvor der Irene Wolf zustehende Entschädigung (ohne den Goodwill) auf 36.899,28 DM festgesetzt worden. Sie wurde durch einen weiteren Bescheid vom 11. August 1960 um 1.399,22 DM auf 38.298,50 DM erhöht.
Willy Behrend machte am 9. Juni 1961 beim Regierungspräsidium geltend, dass in der Sache Wolf noch weitere Entschädigungen offen sind. In einem Schreiben vom 2. April 1962 nimmt er einige dieser Forderungen zurück. Zwei Jahre später, am 16. Dezember 1964 verweist er zum wiederholten Mal auf die „sehr bedrängten wirtschaftlichen Verhältnisse“ und bittet zugleich um eine Umwandlung der Kapitalentschädigung in eine Rente.
Am 26. April 1966 gewährt das Regierungspräsidium in einem neuen Bescheid Irene Wolf rückwirkend ab dem 1. Mai 1966 eine Rente über 450,– DM, die sich vom 1. November 1969 an auf 494,– DM erhöht und vom 1. Dezember 1969 an auf 600,– DM. Diese Rente wird in den Folgejahren immer wieder angepasst und betrug ab dem 1. September 1970 714,– DM.